# Urosciurus
Urosciurus – podrodzaj gryzoni z rodziny wiewiórkowatych zamieszkujący  nizinne lasy Amazonii i podnóża Andów: w Boliwii, Brazylii, Kolumbii, Ekwadorze i w Peru. Wiewiórki są roślinożercami.
Podrodzaj Urosciurus obejmuje dwa gatunki:
- wiewiórka ognistobrzucha (Sciurus (Urosciurus) igniventris) Wagner, 1842
  - S. i. igniventris
  - S. i. cocalis
- wiewiórka amazońska (Sciurus (Urosciurus) spadiceus) Olfers, 1818
  - S. s. spadiceus
  - S. s. steinbachi
  - S. s. tricolor

Gatunki wykazują wzajemnie silne fenotypowe podobieństwa. W zachodniej części Ekwadoru oraz niemal na całym obszarze Peru są gatunkami sympatrycznymi.
Sciurus ignitus są mniejsze (masa ich ciała osiąga tylko około 60% masy ciała S. spadiceus), mają inne wybarwienie, a ich uszy są znacznie mniej porośnięte włosami.